# 高田和文
高田 和文（たかだ かずふみ、1951年 - ）は、日本のイタリア演劇・イタリア文化研究者。静岡文化芸術大学名誉教授。公益財団法人日伊協会副会長。

## 経歴
北海道士別市出身。1974年東京外国語大学イタリア語科卒、1980年同大学院外国語学研究科ロマンス系言語専攻修士課程修了。イタリア・ナポリ東洋大学日本語学科講師(1983年）、在イタリア日本大使館専門調査員（1989年～1991年）、NHK教育テレビイタリア語会話講師（1992年~1994年）、NHKラジオイタリア語講座講師（1995年~1998年、2003年）、国際交流基金ローマ日本文化会館館長（2007年~2010年）を歴任した。2000年～2017年、静岡文化芸術大学教授、2014年~2017年同副学長。2014年～2017年、イタリア学会会長。2016年~2022年、静岡文化芸術大学理事（教育・研究担当）。1999年、優れた翻訳劇に贈られる湯浅芳子賞受賞、2006年、イタリア共和国よりイタリア共和国功労勲章｢カヴァリエーレ・連帯の星」勲章を受章。

## 著書
- 『話すためのイタリア語』（白水社） 1997
- 『NHKスタンダード40イタリア語』（日本放送出版協会）　2000

### 共編著
- 『イタリアの味わい方』（田之倉稔編、総合法令出版） 1996
- Il teatro italiano nel mondo　Ediars Pescara 2003
- 『プリーモ伊和辞典』（白崎容子, 岡田由美子, 秋山美津子, マリーサ・ディ・ルッソ, カルラ・フォルミサーノ共編、秋山余思監修、白水社） 2011
- 『SPACの15年 静岡県舞台芸術センターの創造活動と文化政策をめぐって』（松本茂章共編著、静岡文化芸術大学文化・芸術研究センター） 2013
- 『イタリアを知るための62章』（村上義和監修、明石書店） 2013
- 『静岡文化芸術大学の研究活動15年の成果：3つの重点目標研究領域を中心に』（池上重弘, 片山泰輔, 小浜朋子共編著、静岡文化芸術大学文化・芸術研究センター） 2017
- 『イタリアの文化と日本 日本におけるイタリア学の歴史』（ジョヴァンニ・デサンティス, 土肥秀行編、イタリア文化会館・大阪監修、松籟社） 2023

## 翻訳
- ペッピーノ・デ・フィリッポ『妻のへそくり』文京シビックホール「文化サロン」上演台本 1995
- ペッピーノ・デ・フィリッポ『いっしょに夕食を！』文京シビックホール「文化サロン」,劇団NLT上演台本 1995
- ペッピーノ・デ・フィリッポ『貧すれば鈍す』文京シビックホール「文化サロン」,劇団NLT上演台本 1995
- エドゥアルド・デ・フィリッポ『シルクハット』パナソニック・グローブ座「文化サロン」上演台本 1996
- カルロ・ゴルドーニ『ミランドリーナ・宿の女主人』劇団櫻花社上演台本 1997
- ウーゴ・ロンファーニ『ストレーレルは語る ミラノ・ピッコロ・テアトロからヨーロッパ劇場へ』早川書房 1998
- アレッサンドロ・タヴェルナ『オペラのすべて』ヤマハミュージックメディア 絵本で読む音楽の歴史 1999
- アンドレア・ボチェッリ『沈黙の音楽』早川書房 2001
- ルイージ・オデッロ『グラッパ イタリアの伝統蒸留酒』御宿菜奈子訳 監訳 米屋武文監修 三恵社 2007

### ダリオ・フォ
- ダリオ・フォー『払えないの？　払わないのよ！』劇団民藝上演台本 1985
- ダリオ・フォー『天使たちがくれた夢は…？』劇団ドラマスタジオ上演台本 1994
- ダリオ・フォー『白と黒の二丁拳銃』劇団ドラマスタジオ上演台本 1995
- ダリオ・フォー『盗みはほどほどに』劇団ドラマスタジオ上演台本 1996
- ダリオ・フォー『開かれたカップル』シアターX「ダリオ・フォーのびっくり箱」上演台本 2001
- ダリオ・フォー『泥棒もたまには役に立つ』シアターX「ダリオ・フォーのびっくり箱」上演台本 2001
- ダリオ・フォー『アナーキストの事故死』シアターX「ダリオ・フォーのびっくり箱」上演台本 2002
- ダリオ・フォー『ダチョウの一撃　ダリオ・フォー小品集』桐朋学園芸術短期大学ストレートプレイコース試演会上演台本 2013
- ダリオ・フォー、フランカ・ラーメ『ダリオ・フォー喜劇集』ジョヴァンニ・デサンティス、イタリア文化会館・大阪監修 松籟社 2023